# タロム航空371便墜落事故
タロム航空371便墜落事故（タロムこうくう371びんついらくじこ）は、1995年3月31日にオトペニ国際空港発ブリュッセル-ザベンテム空港行きのタロム航空371便（エアバスA310-324）がエンジンのトラブルによりオトペニ国際空港を離陸直後に墜落し、乗員乗客60人全員が死亡した航空事故である。

## 事故機

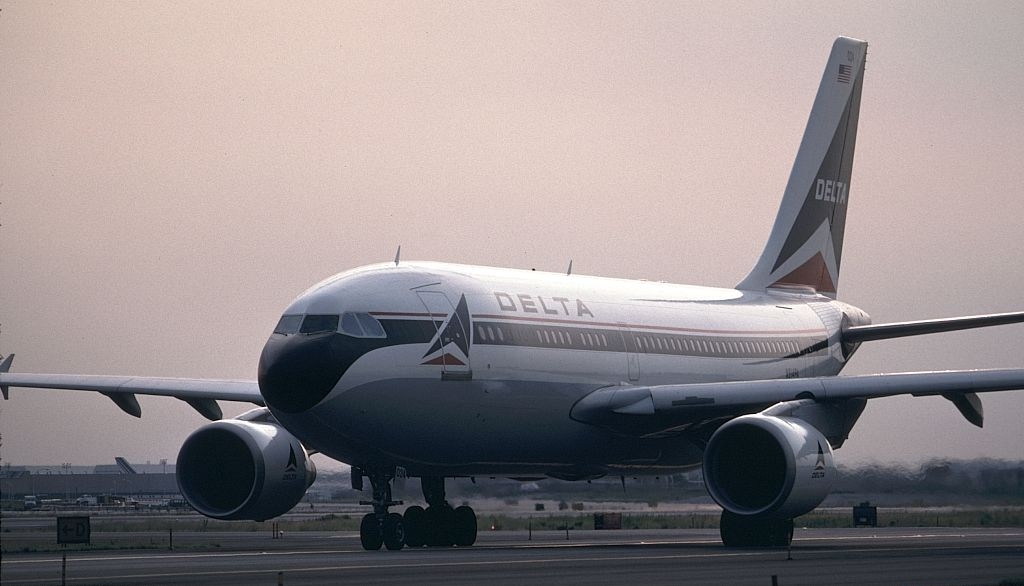
デルタ航空時代に撮影された事故機

事故機のエアバスA310-324（YR-LCC）は、1987年に製造され、事故までに31,092時間の飛行時間があった。エンジンは2基のプラット・アンド・ホイットニー PW4152を搭載していた。

## 乗員乗客
371便には、乗員11人乗客49人が搭乗していた。
| 国籍       | 人数 |
| ---------- | ---- |
| ベルギー   | 32   |
| フランス   | 1    |
| ルーマニア | 10   |
| アメリカ   | 3    |
| 台湾       | 1    |
| オランダ   | 1    |
| スペイン   | 2    |
| イギリス   | 1    |
| 合計       | 60   |

機長は当時48歳で、総飛行時間14,312時間の内A310では1,735時間の経験があった。1969年にルーマニアの空軍学校を卒業しており、1994年11月12日に同型機のシミュレータ訓練をスイスのチューリッヒで行っていた。
副操縦士は当時51歳で総飛行時間8,988時間で、内650時間がA310によるものだった。1968年にルーマニアの空軍学校を卒業しており、1994年9月21日にシミュレータ訓練をスイスのチューリッヒで行っていた。

## 事故の経緯
371便の操縦は副操縦士が担当しており、現地時間9時06分に離陸した。2,000フィート (610 m)付近を上昇中に、第1(左)エンジンに異常が発生し、推力が左右非対称になった。副操縦士は機長にフラップとスラットを格納するよう言った。機長は、フラップを格納したが、スラットは格納しなかった。対気速度が低下し始め、機体は左へ傾斜していき、所定のコースを逸脱していった。
9時08分、両エンジンのEPR(エンジン圧力比)の差が最も大きくなり、機体は左へ43度傾いた。ブラックボックスを解析した結果によると、パイロットは自動操縦に切り替え、第2(右)エンジンの推力を減らした。しかし直後に自動操縦が解除され、高度を急速に失っていった。急降下により対気速度が増していくにつれて、機体はさらに傾斜した。この時、副操縦士は「That one has failed!」と発している。機体は61度の機首下げ状態、324ノット (600 km/h)の速度で地面に激突した。
管制官はしばらく371便に呼び掛けたが応答はなかった。そのため、付近を飛行する他機とタロム航空のディスパッチャーに371便と交信するよう頼んだ。どちらとも371便と交信できなかったため、管制官はDETRESFAを発信した。捜索隊が当局によって構成され、捜索を開始し、粉々になった機体の残骸を発見した。残骸は大きいものでもわずか6 - 7フィート (1.8 - 2.1 m)の大きさしかなく、ルーマニアの内相は現場には何も残っていなかったと述べた。墜落により、地面には深さ6mのクレーターができていた。生存者は発見されず、乗員乗客60人全員が死亡した。

## 事故調査
事故調査はルーマニア当局が主導し、エアバスも調査を支援した。

### 目撃者の証言
目撃者は371便が地上に激突する前、爆発が生じたと証言した。また、墜落の2週間前にはタロム航空のボーイング737が爆破予告により緊急着陸していた。残骸の様子から調査官は機体は地表近くで爆発したか、地上に激突したときに爆発したようだと述べた。

### 左右エンジン推力の不均等
調査により、元々事故機のエンジンには不具合が何度も起こっていたことが判明した。離陸後の上昇中に上昇推力に設定すると第1エンジンがアイドルになるということが報告されていた。メンテナンス後、1995年3月16日までは不具合は起こらなかった。また、FAAから入手した機体の記録によると、デルタ航空での運用中にも同様の不具合が起こっていたことが明らかになった。デルタ航空はタロム航空と同様のメンテナンスを行っていた。
開発元のエアバスは、このような不具合が発生することを認識していた。具体的には、オートスロットルが解除され、両方のエンジンの出力が阻害されるか、片方のエンジンがアイドルになる可能性があった。調査官はこの不具合の主な原因はスロットルとオートスロットルのカップリングユニットとの間に過大な摩擦が生じたことだと結論付けた。事故当時に発行されていたエアバスのFCOM（Flight Crew Operating Manual）には、この不具合の対処方法が記載されていなかった。しかし、タロム航空とスイス航空が発行していたFCOMには手順が記載されていた。
タロム航空では離陸時、パイロットのどちらか一方がスロットルレバーを手で抑えることで左右の推力差を均等に保つ処置を行なっていた。

### 機長の発作
前述した通り、機長はフラップは格納したが、スラットを格納しなかった。だが、実はこの時点で機長は心臓発作を起こしていたことがレコーダーの記録から明らかになっている。つまり、スラットを格納しなかったのは意図的ではなかった。機長が明らかに苦しんでいる声が記録されており、それが墜落20秒前の出来事であった。これを最後に機長の会話は途絶えている。
この時に機長の手はスロットルレバーから離れてしまい、その直後のタイミングで、この機材が元々抱えていた左右エンジンの推力不均等の症状が発生してしまい、371便は左へ傾いていった。副操縦士はスロットルレバーと機長の突然の心臓発作という二つの問題が同時に発生したことに対処できなくなり、雲の多い気象条件は、副操縦士を空間識失調に陥らせた。副操縦士は機体を建て直そうとしたが、修正することはできなかった。

## 映像化
- メーデー!:航空機事故の真実と真相 第17シーズン第6話「Fatal Climb」